# Теплоснабжение в России
Теплоснабжение в России — обеспечение теплом зданий для коммунально-бытовых (отопление, вентиляция, горячее водоснабжение) и технологических нужд потребителей. В России преимущественно используется централизованное теплоснабжение, когда система теплоснабжения обслуживает целый район. Теплоснабжение является важной подотраслью жилищно-коммунального хозяйства России.

## Общая характеристика

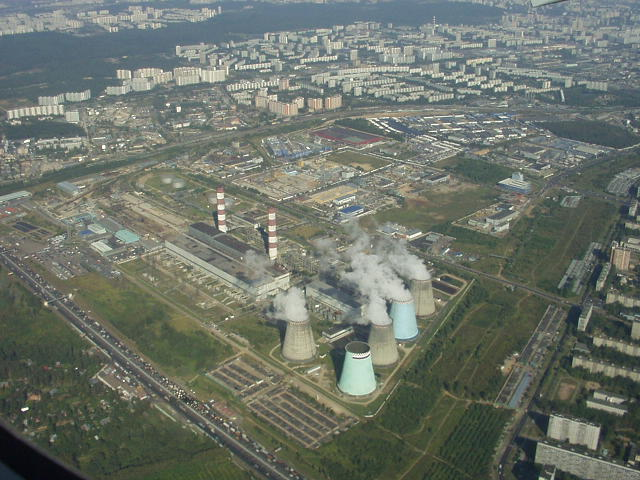
ТЭЦ-26 (Южная ТЭЦ) в Москве

По состоянию на 2002 год, в России системы централизованного теплоснабжения обеспечивали теплоснабжение 75 % всех потребителей тепла, в том числе и в сельской местности. При этом около 35 % потребности в тепловой энергии обеспечивают теплофикационные системы (в которых источниками тепла служат ТЭЦ). В большинстве крупных городов централизованное теплоснабжение обслуживает до 70-95 % жилого фонда.
Теплоснабжение является важным сектором экономики. Как отмечалось в докладе «Теплоснабжение Российской Федерации. Пути выхода из кризиса. 1. Реформа системы теплоснабжения и теплопотребления РФ». М., 2001:

Теплоснабжение России обеспечивают 485 ТЭЦ, около 6,5 тыс. котельных мощностью более 20 Гкал/час, более 100 тысяч мелких котельных и около 600 тысяч автономных индивидуальных теплогенераторов. В организациях, занимающихся строительством, эксплуатацией, ремонтом, наладкой, контролем систем теплоснабжения и теплопотребления работает около 2 млн человек.
Суммарная реализация тепла в стране составляет 2060 млн. Гкал/год, в том числе жилищный сектор и бюджетная сфера потребляют 1086 млн. Гкал, промышленность и прочие потребители 974 млн. Гкал. На теплоснабжение расходуется более 400 млн т.у.т./год.

## Состояние основных фондов
В связи с тем, что в 1990-е годы инвестиции в основные фонды теплоснабжения не производились (или производились в недостаточном объёме), оборудование и коммуникации находятся в изношенном состоянии. По данным Минэнерго РФ на 2002 год, «около 50 % объектов и инженерных сетей требуют замены, не менее 15 % находятся в аварийном состоянии. На каждые 100 км тепловых сетей ежегодно регистрируется в среднем 70 повреждений. Потери в тепловых сооружениях и сетях достигают 30 %». «Суммарная протяженность тепловых сетей в двухтрубном исчислении составляет около 183 300 км», «средний процент износа [теплосетей] оценивается в 60-70 %. По экспертной оценке 15 % тепловых сетей требуют безотлагательной замены… Для приведения системы транспорта теплоносителя в надежное состояние необходимо капитально отремонтировать или построить заново 150 тыс. км теплотрасс в двухтрубном исчислении». 
В докладе «Теплоснабжение Российской Федерации. Пути выхода из кризиса. 1. Реформа системы теплоснабжения и теплопотребления РФ» говорилось:

Общая ситуация с тепловыми сетями в последние годы резко ухудшилась. Сокращение финансирования привело к уменьшению объемов перекладок трубопроводов. Руководство предприятий теплоснабжения, стремясь не допустить увеличения аварийности, пыталось сохранить объемы перекладок, снижая требования к качеству и всячески удешевляя строительные работы.
Переложенные сети имели очень низкий ресурс и через 5-7 лет требовали новой перекладки. В итоге, количество аварийных сетей к 2000 году начало расти в геометрической прогрессии, а количество аварий стало удваиваться через каждые 2 года, в среднем увеличившись за последние 6 лет в 10 раз. Как следствие в разы увеличилась и мощность аварийных служб…
Реальные тепловые потери составляют от 20 до 50 % выработки тепла зимой и от 30 до 70 % летом, это подтверждается резким уменьшением необходимой выработки тепла при переходе на индивидуальные источники и замерами тепловых потерь на реальных тепловых сетях. Утечки теплоносителя превышают нормы, принятые в развитых странах, в миллионы раз.

В марте 2010 года глава Минрегиона Виктор Басаргин заявил, в 2009 году доля тепловых сетей, выслуживших установленные сроки, увеличилась до 32,7 %, а по водопроводным сетям — до 43,9 %. По его словам, ветхость основных фондов вызвана недостаточными объёмами инвестиций в отрасль. В свою очередь, как заявил Басаргин, обветшание фондов приводит к повышенной аварийности, и число аварий в отрасли возрастает. В 2009 году в ЖКХ было вложено около 170 миллиардов рублей инвестиций, что составило менее 6 % от оборота рынка услуг ЖКХ.

## Аварийность
В 2003 году вышла книга «Царь-холод, или Почему вымерзает Россия» российского аналитика Сергея Кара-Мурзы (в соавторстве с С. Телегиным), в которой рассматриваются кризисная ситуация в теплоснабжении и перспективы реформирования отрасли. Авторы приходят к выводу, что либеральные реформаторы не способны как создать новую систему теплоснабжения на рыночных началах, так и поддерживать работоспособность старой системы, унаследованной от СССР. Доктор экономических наук, заведующий лабораторией Института народнохозяйственного прогнозирования РАН Олег Пчелинцев высоко оценил выводы книги.
В декабре 2009 года глава Минрегиона РФ Виктор Басаргин сообщил, что с начала отопительного периода на объектах коммунальной энергетики произошло 1520 аварий, в то время как за аналогичный период 2008 года — 1380. Он заявил, что «главной причиной аварий является ветхость основных фондов», «надёжность наших сетей остается крайне низкой». Басаргин обратил внимание «на возросшее число аварий на магистральных тепловых сетях в Вологде, Омске, Самаре, Санкт-Петербурге, Екатеринбурге и других регионах: всего произошло 58 аварий, а в 2008 году — 32».
В марте 2010 года Басаргин заявил, что по сравнению с прошлым годом число аварий увеличилось, хотя крупных аварий удалось избежать. Он также отметил: «Обращает на себя внимание возросшее число техногенных сбоев на магистральных тепловых сетях, принадлежащих субъектам большой энергетики».

## Способы решения проблем
Основными способами повышения эффективности работы тепловых сетей являются:
- Гидравлическая промывка теплосистемы
- Химическая промывка
- Механическая промывка
- Промывка реагентами на основе ПАВ